# Lavforsen – by i Norrland
Lavforsen – by i Norrland är en svensk TV-serie i tre delar från 1971, i regi av Håkan Ersgård. I rollerna ses bland andra Herman Grönlund, Ebba Heidenberg och Karin Westin.
En dramaserie i dokumentär stil om norrlänningar som flyttar söderut. Om skogsarbete, jakt, fiske, traditioner, arbetslöshet och oro för framtiden.

## Rollista
- Herman Grönlund – Signar Karlsson
- Ebba Heidenberg – Anna Karlsson, Signars fru
- Karin Westin – Inger Karlsson, Signars och Annas dotter
- Hilding Mattsson – Manfred Karlsson, Signars far
- Anna Selin – Wilhelmina Karlsson
- Thure Karlsson – Alvar Östman
- Birgitta Götestam	– Kristina
- Tommy Malmström – Kalle Johansson
- Sven Grönlund	– Kalle Nordlund
- Siv Fransson – Elsa Nordlund
- Gunvor Blom – Birgitta Nordlund
- Clara Lindbergh – Signe Jonsson
- Ulf Tistam – Arne Granberg
- Lena Hansson – Eva Gustavsson
- Börje Olsson – Martin Gustavsson
- Anders Beling – Persson
- Walter Turdén – Landin
- Gun Andersson	– Gerd
- Bo Berndtsson – planeraren
- Rune Turesson – Gerhard Dahlgren
- Hans-Eric Stenborg – Tage Lindström
- Karl Grönlund	– Eriksson
- Allan Hed – rektorn
- Björn Bjelfvenstam – personalchefen
- Hans Bendrik – faktorn
- Nils Ericson – styrelseordföranden
- Lasse Petterson – Hellberg, föreståndare
- Nils Åsblom – Bengt
- Inga Ohlsson – Siv
- Inga Sarri – Inga
- Jan Nygren – Anton Schedin
- Rune Ottoson – Bengt Lagerberg
- Rune Blomquist – Rune
- Per Jonsson – Åke Nordlund
- Mac Hertzman-Ericson – AMS-direktören
- Sven Strömberg – en berättare

## Om serien
Seriens manus skrevs av Gunnar Balgård, Ersgård och Bo Andersson. Fotograf var Olle Lindh och klippare Christer Höglund. Serien visades i tre delar i TV2 mellan den 13 och 27 januari 1971.